# 20-二十酸内酯
20-二十酸内酯是一种有机化合物，化学式为C20H38O2。它是一些蜜蜂的信息素。它可由10-癸烯醛在Tishchenko反应后（得到烯酸内酯）加氢制得。